# Bílá voda (přírodní rezervace)
Bílá voda je přírodní rezervace v okrese Blansko na katastrálním území obcí Holštejn a Lipovec. Orgánem ochrany je Správa CHKO Moravský kras. Geomorfologicky patří Drahanské vrchovině.
Chráněno je ponorné krasové Holštejnské údolí potoka Bílá voda jižně od obce Holštejn s krasovými jevy na Suchdolských plošinách (Holštejnská jeskyně, jeskyně Hladomorna, ponor Nová Rasovna a další). Na vysoké vápencové skále byl kolem roku 1268 vybudován hrad Holštejn. Jeskyně Hladomorna, nacházející se přímo pod hradem, s ním byla spojena podzemní chodbou a byla využívána jako vězení.

Důvodem ochrany je geomorfologicky cenné krasové území v devonských vápencích s ponorným poloslepým krasovým údolím s přirozenými lesním poroty a výskytem chráněných a ohrožených druhů rostlin a živočichů. Území je silně turisticky exponováno, částečně je povoleno horolezectví a amatérská speleologie.

## Geologie
Údolí je vytvořeno ve vilémovických vápencích severní části Moravského krasu s ponory Bílé vody v Nové a Staré Rasovně a četnými jeskyněmi (Spirálová, Piková dáma, 13C, Lidomorna, Holštejnská, Nezaměstnaných). Zastoupeny jsou i povrchové jevy (škrapy, závrty, hřebenáče). Nad vápenci jsou usazeniny pleistocénu.

## Flóra
V přirozeném stromovém patru převažuje buk lesní (Fagus sylvatica), dále je to habr obecný (Carpinus betulus), jasan ztepilý (Fraxinus excelsior), javor klen (Acer pseudoplatanus), jedle bělokorá (Abies alba), olše lepkavá (Alnus glutinosa), vzácným je tis červený (Taxus baccata). V bylinném patru je zastoupen čarovník alpský (Circaea alpina), hrachor jarní (Lathyrus vernus), jaterník trojlaločný (Hepatica nobilis), oměj vlčí (Aconitum lycoctonum), popenec obecný (Glechoma hederacea), prvosenka jarní (Primula veris), puchýřník křehký (Cystopteris fragilis), sleziník červený (Asplenium trichomanes), strdivka jednokvětá (Melica uniflora), svízel vonný (Galium odoratum), vrbina penízková (Lysimachia nummularia) či zvonek broskvoňolistý (Campanula persicifolia).

## Fauna
Z motýlů je tu dřevobarvec stromový (Lithophane socia), píďalka lipová (Chloroclysta siterata) nebo šedokřídlec javorový (Nothocasis sertata), v potoce je k zastižení rak říční (Astacus astacus), vzácně byla pozorována zmije obecná (Vipera berus), v jeskyních zimuje vrápenec malý (Rhinolophus hipposideros), netopýr velký (Myotis myotis) či netopýr vousatý (Myotis mystacinus), z ptáků hnízdí v rezervaci sýc rousný (Aegolius funereus), výr velký (Bubo bubo) a krkavec velký (Corvus corax). 

## Fotogalerie

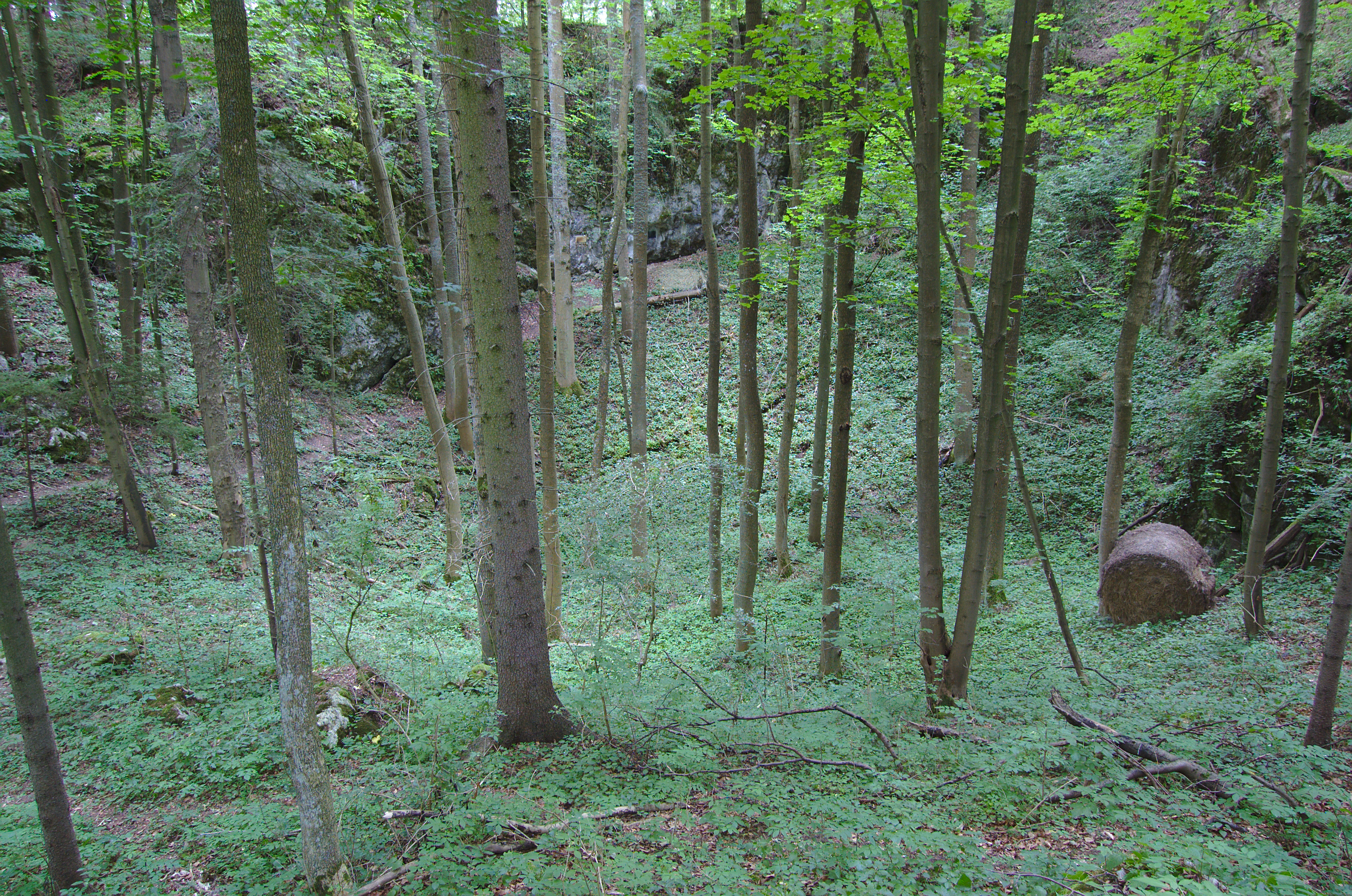
Závrt poblíž jeskyně Spirálka
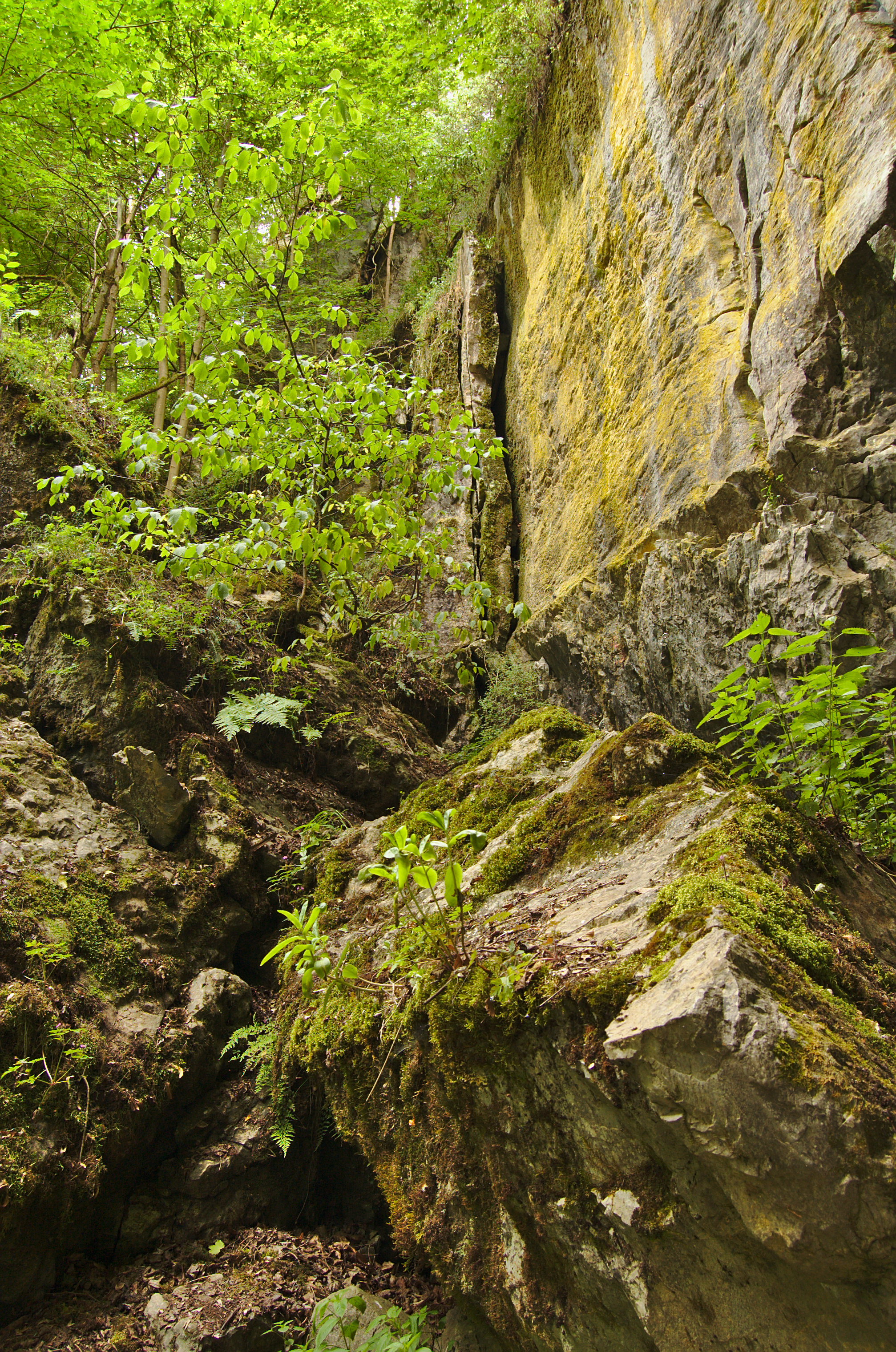
Stará Rasovna
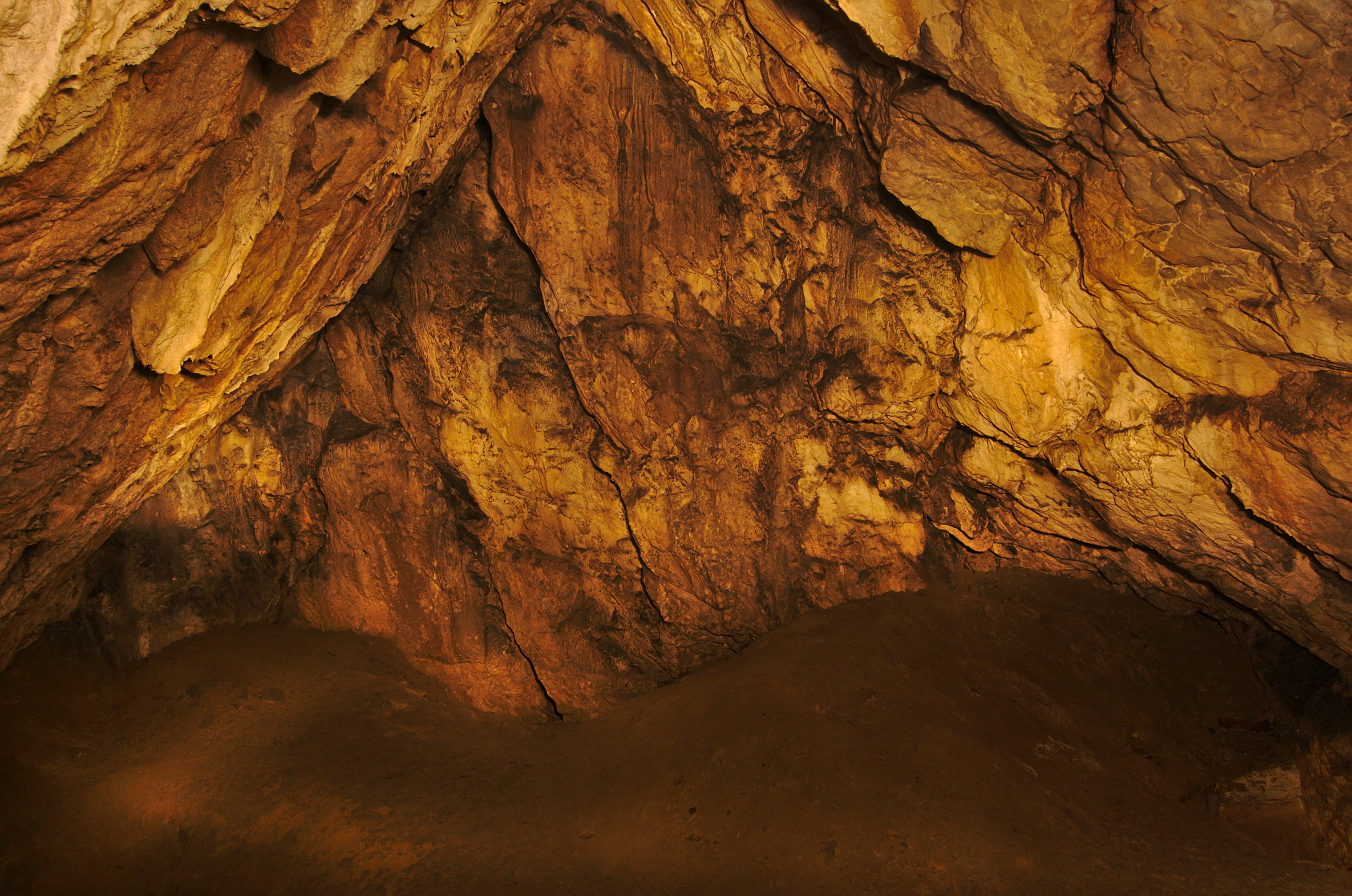
Jeskyně Hladomorna
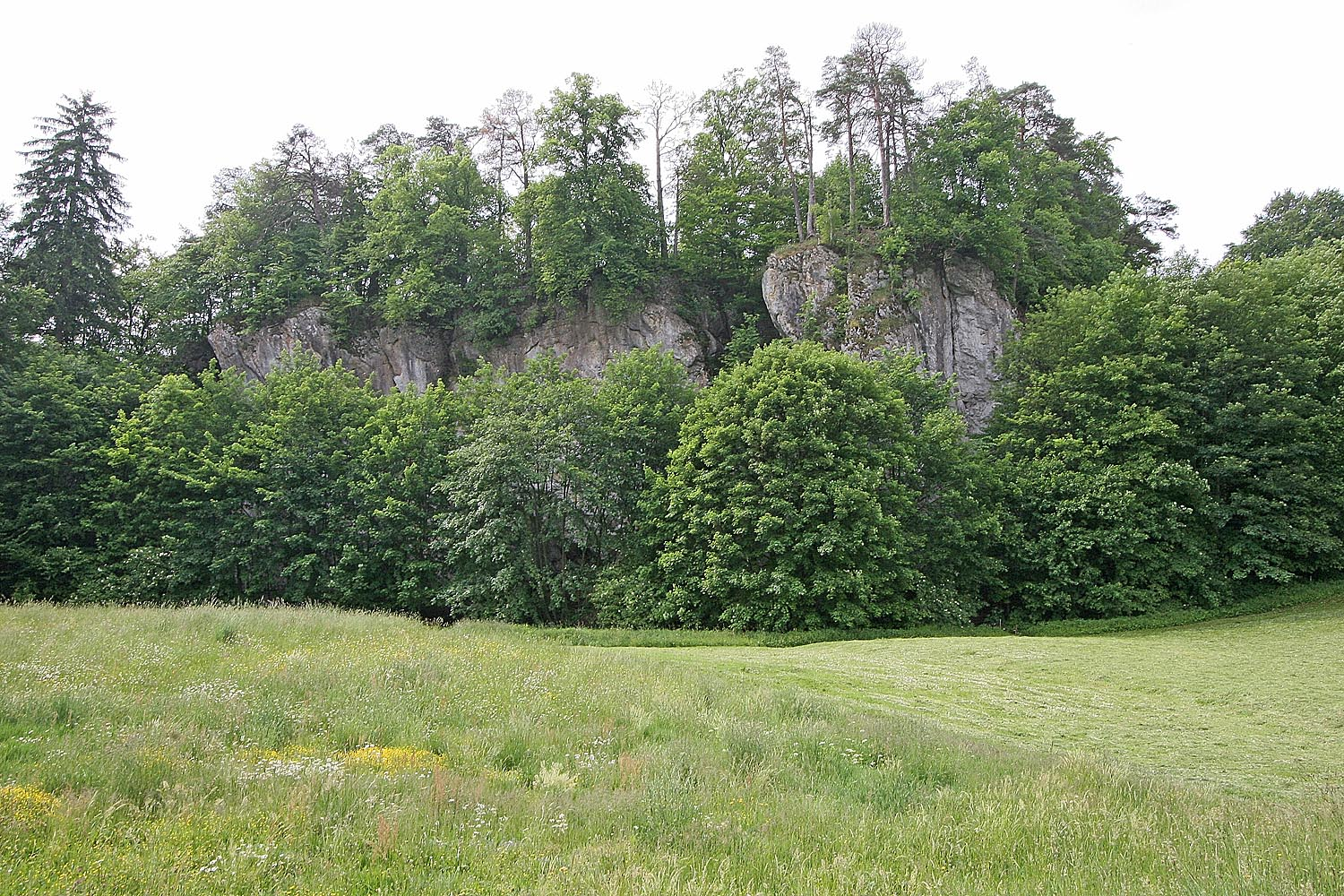
Hrad Holštejn
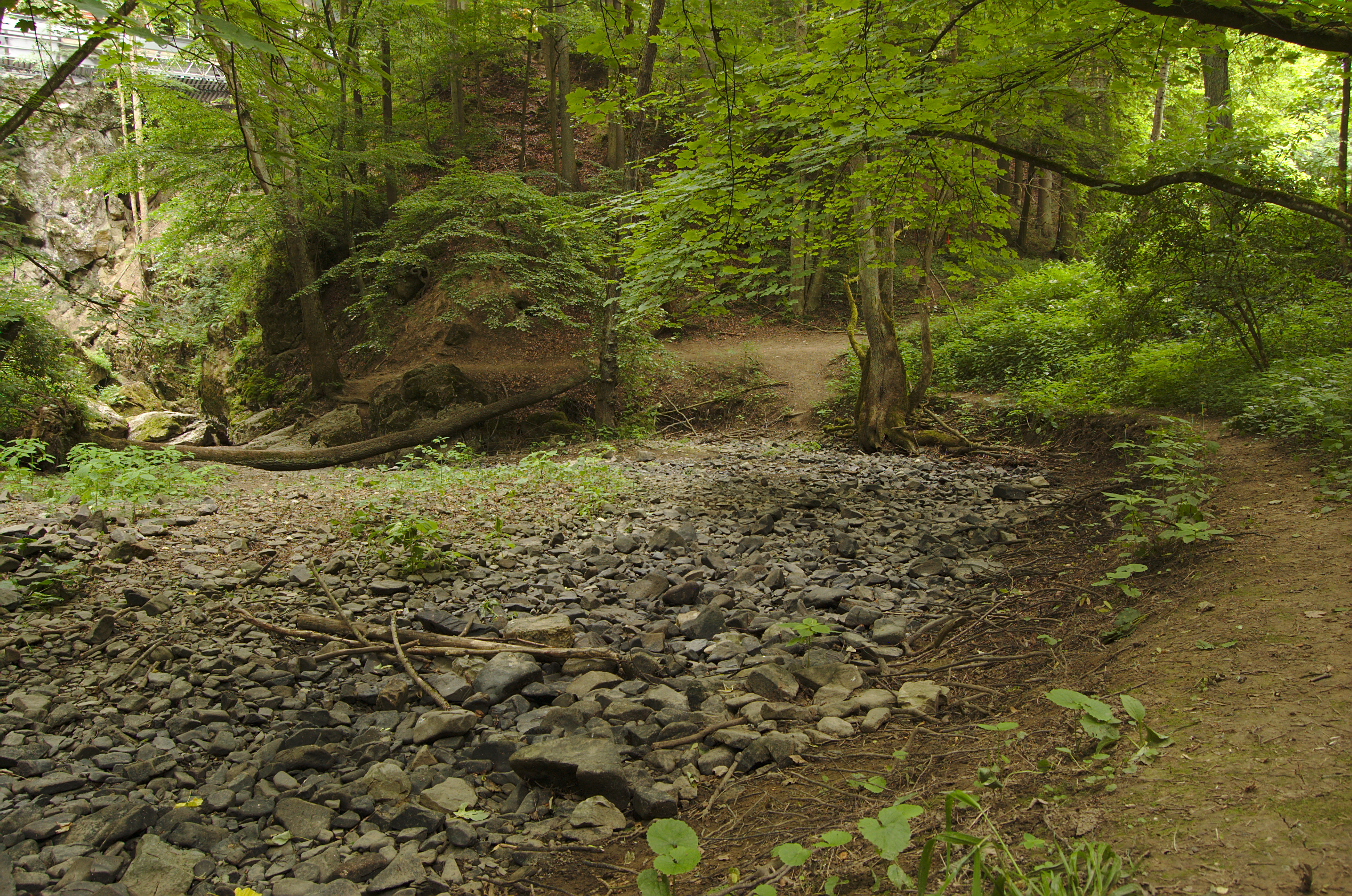
Koryto potoka Bílá voda